# ЛидантЮ фАрам
«лидантЮ фАрам» — заумная драма Ильи Зданевича 1923 года. Последняя и самая радикальная пьеса пенталогии «аслааблИчья. питЁрка дЕйстф», посвящённая другу Зданевича — Михаилу Ле-Дантю, трагически погибшему в 1917 году.

## История

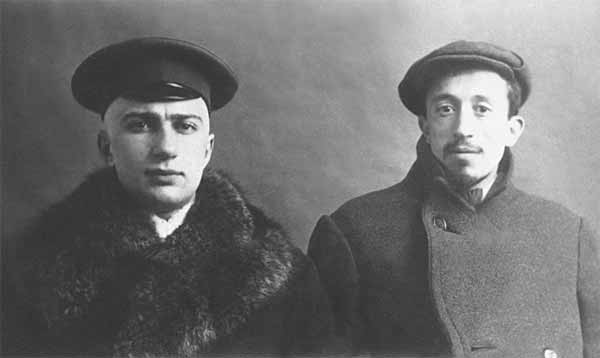
Илья Зданевич и Михаил Ле-Дантю

Драма «лидантЮ фАрам», как и четыре предыдущие драмы пенталогии «аслааблИчья. питЁрка дЕйстф», была написана по принципу фонетического звучания: как слышится, так и пишется. Все ударные гласные у Зданевича были прописными, все остальные, включая начальные буквы названий и предложений, — строчными.
Книга была издана в мягкой обложке с декоративным коллажем Наума Грановского тиражом 530 экземпляров, из которых первые тридцать были напечатаны на японской бумаге и стоили значительно дороже остальных пятисот. Обрезной формат книги был 19,3х14,5 см.

## Издания
- Зданевич Илья. лидантЮ фАрам / Обложка Наума Грановского. — Париж: издАния 41°, 1923.
- Зданевич Илья. лидантЮ фАрам: [Репринтное переиздание 1923 года]. — Berkeley: Berkeley Slavic Specialties, 1995.
- Зданевич Илья. лидантЮ фАрам: [Репринтное переиздание 1923 года]. — Paris: Editions Allia, 1995.
- Зданевич И. М. (Ильязд). лидантЮ фАрам: [Репринтное переиздание 1923 года] // Зданевич И. М. (Ильязд) Философия футуриста: Романы и заумные драмы  / Предисловие Р. Гейро, подготовка текста и комментарии Р. Гейро и С. Кудрявцева, составление и общая редакция С. Кудрявцева. — М.: Гилея, 2008. — С. 621—679. — ISBN 5-87987-047-2.